# Портервилл (ЮАР)
Портервилл (африк. и англ. Porterville) — город на юго-западе Южно-Африканской Республики, на территории Западно-Капской провинции. Входит в состав района Уэст-Кост. Является частью местного муниципалитета Берхрифир.

## История
Поселение на месте современного города было основано в 1863 году на землях фермы Помона (Pomona). В 1903 году Портервилл получил статус муниципалитета. Топоним восходит к имени генерального прокурора Капской колонии Уильяма Портера (1805—1880).

## Географическое положение
Город расположен в западной части провинции, к западу от горного хребта Улифантсрифирберге, на расстоянии приблизительно 104 километров (по прямой) к северо-северо-востоку (NNE) от Кейптауна, административного центра провинции. Абсолютная высота — 252 метра над уровнем моря.

## Климат
Климат города субтропический средиземноморский. Среднегодовое количество осадков — 445 мм. Наибольшее количество осадков выпадает в период с апреля по октябрь. Средний максимум температуры воздуха варьируется от 17 °C (в июле), до 30,1 °C (в феврале). Самым холодным месяцем в году является июль. Средняя минимальная ночная температура для этого месяца составляет 5,4 °C.

## Население
По данным официальной переписи 2001 года, население составляло 5864 человек, из которых мужчины составляли 47,41 %, женщины — соответственно 52,59 %. В расовом отношении цветные составляли 73,16 % от населения города, белые — 25,78 %, негры — 0,87 %; азиаты (в том числе индийцы) — 0,2 %. Наиболее распространёнными среди горожан языками были: африкаанс (98,87 %), английский (0,82 %) и коса (0,26 %).

Согласно данным, полученным в ходе проведения официальной переписи 2011 года, в Портервилле проживало 7057 человек, из которых мужчины составляли 48,12 %, женщины — соответственно 51,88 %. В расовом отношении цветные составляли 76,43 % от населения города, белые — 21,04 %; негры — 1,59 %; азиаты (в том числе индийцы) — 0,38 %, представители других рас — 0,57 %. Наиболее распространёнными среди жителей города языками являлись: африкаанс (95,99 %), английский (1,94 %), сесото (0,54 %), тсвана (0,48 %) и коса (0,28 %).

## Транспорт
Через город проходит региональное шоссе R44.